# Elecciones legislativas de Argentina de 1868
Las elecciones legislativas de Argentina de 1868 se realizaron entre enero y julio del mencionado año para renovar la mitad de la Cámara de Diputados, cámara baja del Congreso de la Nación Argentina.

## Bancas a elegir
| Provincia           | Fecha               | Bancas | A elegir |
| ------------------- | ------------------- | ------ | -------- |
| Buenos Aires        | 1 de enero de 1868  | 12     | 6        |
| Catamarca           | 24 de mayo de 1868  | 3      | 3        |
| Córdoba             | 14 de junio de 1868 | 6      | 6        |
| Corrientes          | 1 de enero de 1868  | 4      | 2        |
| Entre Ríos          | 13 de abril de 1868 | 2      | 1        |
| Jujuy               | 1 de enero de 1868  | 2      | 1        |
| La Rioja            | 12 de abril de 1868 | 2      | 2        |
| Mendoza             | 5 de julio de 1868  | 3      | 1        |
| Salta               | 22 de marzo de 1868 | 3      | 3        |
| San Juan            | 1 de enero de 1868  | 2      | 1        |
| San Luis            | 1 de enero de 1868  | 2      | 2        |
| Santa Fe            | 1 de enero de 1868  | 2      | —        |
| Santiago del Estero | 1 de enero de 1868  | 4      | 2        |
| Tucumán             | 1 de enero de 1868  | 3      | 1        |
| Total               | Total               | 50     | 31       |

## Resultados por provincia
| Provincia           | Candidato               | Votos     |
| ------------------- | ----------------------- | --------- |
| Buenos Aires        | Emilio Conesa           | 7.524     |
| Buenos Aires        | Manuel Arauz            | 7.376     |
| Buenos Aires        | José Mármol             | 6.818     |
| Buenos Aires        | Mateo Martínez          | 6.171     |
| Buenos Aires        | Carlos Keen             | 6.145     |
| Buenos Aires        | Manuel Argerich         | 6.097     |
| Buenos Aires        | Estanislao del Campo    | 1.444     |
| Buenos Aires        | Manuel Rocha            | 1.285     |
| Buenos Aires        | Antonio Llorente        | 707       |
| Buenos Aires        | Marcelino Ugarte        | 675       |
| Buenos Aires        | José M. Romero          | 551       |
| Buenos Aires        | Emilio Castro           | 97        |
| Buenos Aires        | José Evaristo Uriburu   | 97        |
| Buenos Aires        | Pablo Cárdenas          | 58        |
| Buenos Aires        | Juan M. Gutiérrez       | 58        |
| Buenos Aires        | Cosme Becar             | 58        |
| Catamarca           | Adolfo Cano             | 644       |
| Catamarca           | José del Pino           | 540       |
| Catamarca           | Victoriano Toloza       | 351       |
| Catamarca           | Santiago Galíndez       | 158       |
| Catamarca           | Samuel Molina           | 116       |
| Catamarca           | Francisco R. Galíndez   | 115       |
| Catamarca           | Adolfo Carranza         | 35        |
| Catamarca           | Pedro Agote             | 1         |
| Catamarca           | Fidel M. Castro         | 1         |
| Córdoba             | Benjamín Igarzábal      | 1.740     |
| Córdoba             | Nicéforo Castellanos    | 1.740     |
| Córdoba             | Santiago Cáceres        | 1.739     |
| Córdoba             | Luis Vélez              | 1.738     |
| Córdoba             | Marcelino Gacitúa       | 1.729     |
| Córdoba             | Augusto López           | 1.159     |
| Córdoba             | Nataniel Morcillo       | 581       |
| Córdoba             | Lucrecio Vázquez        | 2         |
| Córdoba             | Pedro Lucas Funes       | 1         |
| Córdoba             | Ángel Altamira          | 1         |
| Córdoba             | Antonio Funes           | 1         |
| Córdoba             | Félix Peña (h)          | 1         |
| Córdoba             | Teodomiro Páez          | 1         |
| Córdoba             | Eliseo Peña             | 1         |
| Corrientes          | José Gregorio López     | Sin datos |
| Corrientes          | José María Galarraga    | Sin datos |
| Entre Ríos          | Vicente H. Montero      | 3.942     |
| Entre Ríos          | Juan J. Álvarez         | 62        |
| Jujuy               | Rufino V. Valle         | 1.271     |
| Jujuy               | Tomás R. Alvarado       | 480       |
| Jujuy               | José Benito Bárcena     | 1         |
| Jujuy               | Pedro Valdivieso        | 1         |
| Jujuy               | Eusebio Carrasco        | 1         |
| Jujuy               | Gabino Pérez            | 1         |
| Jujuy               | Eugenio Valle           | 1         |
| La Rioja            | Serafín de la Vega      | 370       |
| La Rioja            | Félix Luna              | 230       |
| La Rioja            | Carlos Luna             | 149       |
| La Rioja            | José Vicente de la Vega | 30        |
| Mendoza             | Francisco Luis Calle    | 290       |
| Mendoza             | Deoclecio García        | 264       |
| Mendoza             | Lucas González          | 6         |
| Salta               | Francisco Ortiz         | 2.824     |
| Salta               | Cleto Aguirre           | 2.803     |
| Salta               | Joaquín Díaz de Bedoya  | 2.721     |
| Salta               | Federico Ibarguren      | 2.147     |
| Salta               | Andrés Ugarriza         | 2.145     |
| Salta               | Pedro Antonio Pardo     | 2.043     |
| Salta               | Rudecindo Aranda        | 160       |
| Salta               | José Manuel Arias       | 2         |
| Salta               | Bernabé Zorrilla        | 1         |
| San Juan            | Isidro Quiroga          | 888       |
| San Juan            | José María del Carril   | 642       |
| San Juan            | Isidro Puiroga          | 14        |
| San Luis            | Juan Barbeito           | 644       |
| San Luis            | José Vélez Rúa          | 575       |
| San Luis            | José Paula Ortiz        | 117       |
| San Luis            | Juan A. Ortiz           | 16        |
| San Luis            | Faustino Berrondo       | 12        |
| San Luis            | Mamerto Gutiérrez       | 4         |
| San Luis            | Cristóbal Pereira       | 4         |
| Santiago del Estero | Amancio González Durán  | 2.917     |
| Santiago del Estero | Luis Frías              | 2.917     |
| Tucumán             | Nabor Córdoba           | 527       |
| Tucumán             | Leocadio Paz            | 2         |
| Tucumán             | Adolfo Colombres        | 1         |
| Tucumán             | Eusebio Rodríguez       | 1         |
| Tucumán             | José María del Campo    | 1         |

1. ↑  Falleció el 9 de agosto de 1871, no fue reemplazado.
2. ↑  Falleció el 13 de abril de 1871, no fue reemplazado.
3. ↑  Renunció el 29 de septiembre de 1868, lo reemplaza Mariano Acosta en 1870.
4. 1 2 3 4 5  Electo para completar un mandato vacante (1866-1870).
5. 1 2  Elección anulada por la Cámara de Diputados. Lo reemplaza Agustín P. Justo (padre) y Felipe Cabral en una elección especial el 8 de agosto de 1869.
6. 1 2  Elección para elegir un diputado por cuatro años y uno por dos años. Elección anulada por la Cámara de Diputados. El mandato por dos años queda vacante y el mandato por cuatro años es completado por Serafín de la Vega en 1870.
7. ↑  Renunció el 27 de junio de 1871, no fue reemplazado.

## Elecciones parciales
| Provincia  | Fecha               | Candidato                | Votos |
| ---------- | ------------------- | ------------------------ | ----- |
| Corrientes | 8 de agosto de 1869 | Agustín P. Justo (padre) | 2.091 |
| Corrientes | 8 de agosto de 1869 | Juan Vicente Pampín      | 1.888 |
| Corrientes | 8 de agosto de 1869 | Juan Eusebio Torrent     | 1.774 |
| Corrientes | 8 de agosto de 1869 | Felipe Cabral            | 1.147 |
| Corrientes | 8 de agosto de 1869 | Ramón Larrachaga         | 1.124 |
| Corrientes | 8 de agosto de 1869 | Luciano Torrent          | 1.038 |
| Corrientes | 8 de agosto de 1869 | Juan Lagraña             | 659   |
| Corrientes | 8 de agosto de 1869 | Lisandro Segovia         | 605   |
| Corrientes | 8 de agosto de 1869 | Celestino Araujo         | 562   |
| Corrientes | 8 de agosto de 1869 | Ramón Díaz de Vivar      | 478   |
| Corrientes | 8 de agosto de 1869 | José L. Cabral           | 343   |
| Corrientes | 8 de agosto de 1869 | Nicanor Martínez         | 229   |

1. 1 2  Electo para el mandato de 1868-1872, luego de la anulación de la elección general de 1868.
2. ↑  Electo para el mandato de 1866-1870, luego de la anulación de la elección especial del 12 de septiembre de 1867. No se incorporó, no fue reemplazado
3. ↑  Electo para el mandato de 1866-1870, luego de la anulación de la elección especial del 12 de septiembre de 1867.